# کوواشی هیمه
کوواشی هیمه (به ژاپنی: 細媛命 Kuwashi-hime)؛ همچنین به نام هوسو-هیمه نو میکوتو شناخته می‌شود یکی از امپراتریس‌های ژاپن، همسر هفتمین امپراتور ژاپن، امپراتور کوریه و مادر امپراتور کوگن اهل ژاپن بود.